# Taylor-Zahl
Die Taylor-Zahl ({\displaystyle {\mathit {Ta}}}), benannt nach Geoffrey Ingram Taylor, ist ein dimensionsloser Kennwert zur Beschreibung der Neigung zur Ausbildung von Taylor-Wirbeln.

## Definition
Zur Definition der Taylor-Zahl lässt sich eine Taylor-Couette-Strömung betrachten. Das ist eine laminare Strömung einer inkompressiblen viskosen Flüssigkeit, die sich im Raum zwischen zwei koaxialen, relativ zueinander rotierenden Zylindern bzw. zwischen zwei relativ zueinander bewegten, unendlich langen und breiten Platten befindet.
Der Durchmesser der Taylor-Wirbel ist etwa gleich der Spaltweite {\displaystyle d=(R_{\mathrm {a} }-R_{\mathrm {i} })}, die durch die Differenz von Außenradius {\displaystyle R_{\mathrm {a} }} und Innenradius {\displaystyle R_{\mathrm {i} }} bestimmt wird.
Diese Taylor-Zahl hängt mit der Reynolds-Zahl {\displaystyle {\mathit {Re}}} am inneren Zylinder
{\displaystyle Re=v_{\text{i}}\cdot {\frac {d}{\nu }}=\omega R_{\text{i}}\cdot {\frac {R_{\text{a}}-R_{\text{i}}}{\nu }}}
in folgender Weise zusammen:
{\displaystyle {\mathit {Ta}}=4\cdot {\mathit {Re}}^{2}\cdot {\frac {R_{\mathrm {a} }-R_{\mathrm {i} }}{R_{\mathrm {a} }+R_{\mathrm {i} }}}=4\cdot \left({\frac {\omega }{\nu }}\right)^{2}\cdot R_{\mathrm {i} }^{2}\cdot {\frac {(R_{\mathrm {a} }-R_{\mathrm {i} })^{3}}{R_{\mathrm {a} }+R_{\mathrm {i} }}}}
Dabei ist {\displaystyle \rho } die Dichte, {\displaystyle \nu } die kinematische Viskosität des Fluids und {\displaystyle \omega } die Winkelgeschwindigkeit.
Die Taylor-Zahl, die das Auftreten der Taylor-Wirbel beschreibt, hängt reziprok von der kinematischen Viskosität ab. Wenn die Viskosität zu groß wird, sinkt die Taylor-Zahl unter einen kritischen Wert und die Taylor-Wirbel verschwinden.
Ab einer kritischen Taylor-Zahl die vom Verhältnis {\displaystyle R_{\mathrm {i} }/R_{\mathrm {a} }} abhängt bilden sich Taylor-Wirbel aus. (Bspw. {\displaystyle {\mathit {Ta}}_{\mathrm {c} }=6200} für {\displaystyle R_{\mathrm {i} }/R_{\mathrm {a} }=0{,}5} („breiter Spalt“) oder {\displaystyle {\mathit {Ta}}_{\mathrm {c} }=3448} für {\displaystyle R_{\mathrm {i} }/R_{\mathrm {a} }=0{,}975} („enger Spalt“)).